# ジャン・カステックス
ジャン・カステックス（Jean Castex、1965年6月25日 - ）は、フランスの政治家、官僚。エマニュエル・マクロン大統領の下で第24代首相を務めた（2020年7月3日 - 2022年5月16日）。プラード市長を歴任した。

## 来歴
1965年6月25日ジェール県ヴィック＝フェザンサックに誕生する。国民運動連合から改称された共和党党員となった。2008年3月から2020年7月までピレネー＝オリアンタル県プラード市長、2011年2月から2012年5月までフランス共和国大統領府事務次長、2010年3月から2015年4月までラングドック＝ルシヨン地域圏議会議員、2015年4月から2020年7月までピレネー＝オリアンタル県議会議員を務めた。
2020年4月にはコロナウイルス感染症の流行を受けて、フランスで行われたロックダウンの段階的な廃止の調整を担当している。その後、エマニュエル・マクロンによってエドゥアール・フィリップの後継の首相に任命された。共和党にとどまったフィリップと異なり、カステックスは首相就任に当たって共和党を離党した。2022年5月16日、マクロンに辞表を提出し、受理された。

### 学生・研修時代
1979年から1982年までオート＝ピレネー県のモンレオン＝マニョアックにあるノートルダム・ド・ガレゾン（カトリックの教育機関）の生徒であった。カステックスは1982年にバカロレアを取得し、その後トゥールーズ・ジャン・ジョレス大学で歴史学の学位を取得した。1986年にパリ政治学院を卒業し、1987年には公法の修士号を取得し、1989年にはフランス国立行政学院（ENA, ヴィクトル・ユーゴー学年）に入学した。
1991年に国立行政学院を卒業後は会計院に入り、1994年に判事となり、2008年に上席判事を務めた。
1996年にヴァール県保健社会局長に任命された後、1999年から2001年までヴォクリューズ県事務局長、2001年から2005年までアルザス地方監査会議所議長を務めた。

### 官僚として
2005年から2006年まで厚生省の医療提供総局で入院・ケアの組織化のディレクターを務め、病院における目的概念の導入やコスト合理化に貢献した。2006年から2007年まで厚生省でグザヴィエ・ベルトランの秘書官を務め、2007年から2008年まで労働省に勤務した。
2010年11月にレイモン・スービエの後任として、大統領府のニコラ・サルコジの社会問題顧問に就任した。2011年2月28日にはエリゼの事務次長に任命され、2012年5月15日のサルコジ大統領の任期満了までその職を務めた。

### 地方政治

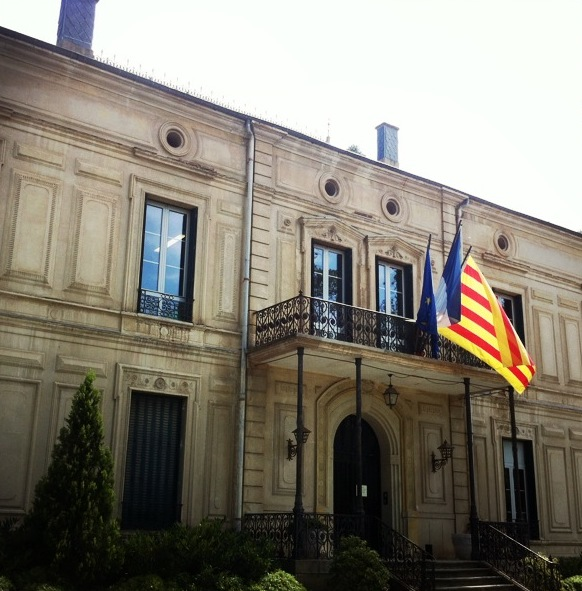
プラード市庁舎

2008年3月にプラード市長に当選し、2010年3月にはピレネー＝オリアンタルでレイモン・クーデルクの国民運動連合-NC連合を率いた後、ラングドック＝ルシヨン地域圏議会議員に当選した。2015年までこの職に就いている。
2014年3月の市長選挙では、1回戦で70.2パーセントの得票率でプラード市長に再選された。
2015年3月にはエレーヌ・ジョセンデと共にカタルーニャ・ピレネー・カントンの部局評議員に選出された。
2017年10月6日にカステックスが会長を務めるコミューン間協力公共機関評議会の会合では、1週間前のカタルーニャ独立住民投票でスペイン国家による暴力の犠牲になったカタルーニャ人への支持を肯定し、独立の賛否を自ら表明することはなかったものの、「投票権を行使するために平和的に集まったカタルーニャの有権者に対する警察の暴力に「憤慨」している。」とする動議を代表者の一致で可決し、暴力は「民主主義に値しない」と称した。
2020年3月の地方選挙では、1度目の選挙（3月15日）で76パーセントの得票を獲得し、その後同年5月23日の市議会では29票中25票の得票でプラード市長に再選された。

### 国政
2012年フランス議会総選挙では、ピレネー＝オリアンタル県第3選挙区の候補者として立候補したが、社会党候補のセゴレーヌ・ヌーヴィルに敗れた。そして2012年秋季大会では、フランソワ・フィヨンの国民運動総裁職への立候補を支持している。
2017年9月には2024年にパリで開催されるオリンピック・パラリンピック競技大会の閣僚間代表に任命された。2018年1月24日、主要スポーツイベントの部局間代表にも就任。 2019年4月20日から同日付けで設置された国立スポーツ機関議長に就任。
2020年1月14日にカステックスの収入は公共生活の透明性のための高等機関 (HATVP) に申告された。『ロブ』誌によれば、首相になるまでの間、彼は様々な政治的・行政的職務によって年間20万ユーロ以上を受け取っており、フランスで最も高給取りの公務員の一人となっていたとのことである。2024年のパリオリンピック・パラリンピックの閣僚間代表として、年間16万ユーロの収入を得た。2008年以来のプラード市長（年間22,000ユーロ）と2015年以来の部門評議員（年間25,600ユーロ）。この報酬には彼の選択的任務に連動した手当が追加される。
2020年4月2日にエドゥアール・フィリップ首相から、新型コロナウイルスの流行によるフランス国民のロックダウンからの段階的な脱却のための戦略に関する政府の作業を調整役に任命された。これにより、彼は「ムッシュ封じ込め解除」や「スイス・アーミーナイフ」の愛称で呼ばれるようになった。
2020年7月3日にフィリップが首相を辞任したことを受けて、マクロン大統領が
カステックスを首相に任命した。彼は同日共和党を離党した。プラード市庁舎ではイヴ・デルコルが副市長を務め、部局評議会ではピエール・バタイユが就任した。
カステックスの首相就任は対照的な反応を引き起こした。右派では、フランク・ルーヴリエ、ヴァレリー・ペクレス、グザヴィエ・ベルトランなどの著名人が彼の「国家の奉仕者としての資質」を認めたが、左派では、「テクノクラート」と見られていた新首相の任命は、2022年の大統領選挙の観点から、政府首脳の政治的役割を事実上抑制したいと考えている国家元首の個人的な力の現れと見られている。
権力の引き継ぎの時カステックスはフィリップとの「価値観の共同性」を主張したが、健康危機のため「優先順位を変更する必要があるので、その方法が適応されなければならないだろう」と述べた。任命された日、TF1の『20時間分の日記』に出演したカステックスは、自身を「社会的ゴーリスト」と称した。
2021年11月22日、ジャン・カステックスは新型コロナウイルスの検査で陽性となり、1週間拘束された。

## 私生活
1998年9月にサンドラ・リブレイグと結婚し、4人の子女が誕生した。カステックスは健康上の理由（喘息）のため、5歳からピレネー＝オリアンタル県に滞在するようになり、その後定期的に往来した。なお後に配偶者となるサンドラ・リブレイグとはこの場所で出会った。
父のクロードは教師、祖父のマルクはジェール県選出元老院議員でヴィック＝フェザンサック市長であった。姓のCastexはガスコーニュ語のCastèth(s)（カステットと発音）に由来し、城を意味している。
カステックスはフランス語とカタルーニャ語を話す。